# 針盤指示器
針盤指示器，依據測量精度不同會被稱為千分表、百分表，是一种用於金屬加工測量的精密量具。若测量精度比百分表提高一个数量级，这种量具也称为千分表。
百分表主要用于机械设备的圆周运动的内径、外径的径向跳动的检测。广泛应用到关于机械设备的生产，维修领域。
早期的百分表是机械弹簧指针式的，随着科技的发展，也出现了电子传感液晶数字显示式的百分表。

## 参数
主要测量的参数有
- 测量范围，单位为mm；
- 分辨率，单位为mm；
- 精度，单位为mm；
- 测力，单位为N。